# Cantone di Santa Isabel
Il cantone di Santa Isabel è un cantone dell'Ecuador che si trova nella provincia di Azuay.
Il capoluogo del cantone è Santa Isabel.